# Kurravaara
Kurravaara (in sami settentrionale Gurravárri) è un villaggio situato a 12 km a nord di Kiruna nel comune omonimo, nella contea di Norrbotten. Nel 2005 contava 57 abitanti.
È il primo villaggio a monte del fiume Torne a Kallojärvi a 322 metri di altitudine vicino anche al fiume Rautas.
Verso la fine del XVII secolo a Shangeli (vicino al confine norvegese) è stato trovato un giacimento di rame ed è stata costruita una fonderia sul territorio che sarebbe diventato Kurravaara.
Attualmente è una località rinomata per le persone che desiderano vivere a stretto contatto con la natura e vicini a Kiruna.